# Dolichopus appendiculatus
Dolichopus appendiculatus är en tvåvingeart som beskrevs av Van Duzee 1921. Dolichopus appendiculatus ingår i släktet Dolichopus och familjen styltflugor. Inga underarter finns listade i Catalogue of Life.